# Jardín Botánico de Berlín
El Jardín Botánico de Berlín (en alemán: Botanischer Garten Berlin, también conocido como Botanischer Garten und Botanisches Museum Berlín-Dahlem), es un jardín botánico de 43 hectáreas y unas 22.000 especies de plantas, situado en Berlín la capital de Alemania y dependiente administrativamente de la Universidad Libre de Berlín.

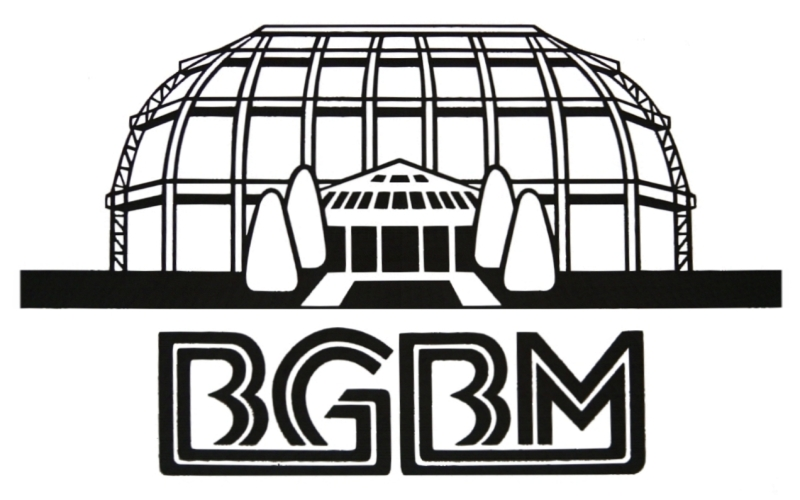
Logo del jardín botánico de Berlín.

Este jardín botánico es uno de los más grandes y conocidos de Europa, tiene además en su recinto, el museo de botánica („Botanisches Museum“) con la importante colección de plantas preparadas „Herbarium Berolinense“ y una Biblioteca especializada.
Es miembro del BGCI, y presenta trabajos para la Agenda Internacional para la Conservación en los Jardines Botánicos, su código de identificación internacional como institución botánica, así como las siglas de su herbario es B.

## Localización
El jardín botánico se encuentra situado en los distritos berlineses de Lichterfelde y Dahlem.

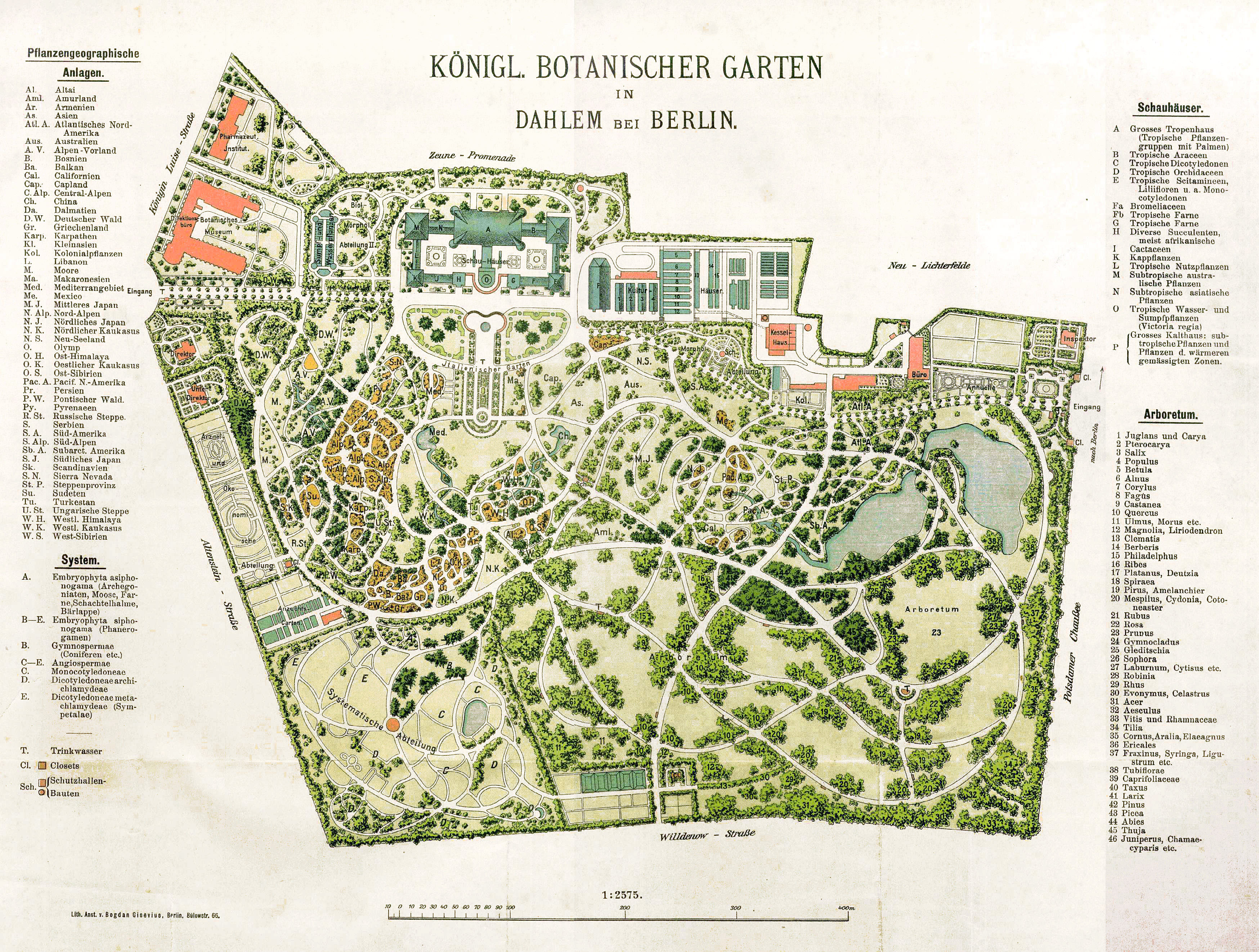
Plano del jardín botánico de Berlín en 1909.

Botanischer Garten und Botanisches Museum Berlín-Dahlem, Freie Universität Berlín, Königin-Luise-Straße 6-8 Berlín, D-14195 Deutschland-Alemania.52°27′18″N 13°18′12.96″E / 52.45500, 13.3036000
Se encuentra abierto todos días de la semana. Se cobra una tarifa de entrada.
- Promedio Anual de Lluvias: 596 mm
- Altitud: 55.00 m s. n. m.
- Área Total Bajo Cristal: 16000 metros

## Historia
En el año 1573, durante la época del elector Johann Georg, se produjo la primera considerable colección de plantas, debido al jardinero Desiderius Corbianus en la granja con el jardín de frutas y plantas de cocina del palacio de la ciudad de Berlín. Incluso aunque no existía esa palabra en aquel momento, era en realidad el primer jardín botánico existente en Berlín.

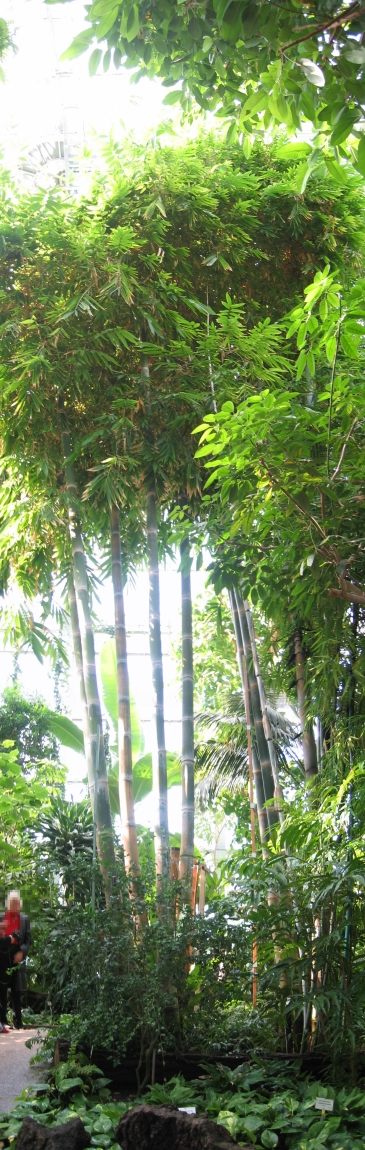
Bambús gigantes en el gran invernadero.

En 1679 en la calle de Potsdamer - en lugar del actual Heinrich-von-Kleist park - fue creado un jardín, que fue utilizado, con el propósito de jardín electoral con cervecería, y como jardín de plantas de cocina y frutales. Carl Ludwig Willdenow, consiguió que el jardín fuera asignado en 1809 a la universidad de Berlín, la cual desarrolló un jardín botánico reconocido por todo el mundo por su carácter científico.
Los primeros estímulos para trasladar el jardín botánico aparecieron en 1888, debido a la necesidad, de ampliar las plantaciones y de precisar un arboreto. Además muchos de los invernaderos viejos habrían necesitado una reconstrucción. Agregado a los impactos desfavorables de los alrededores, debido al gran desarrollo urbanístico de las ciudades de Berlín y Schoeneberg; la contaminación atmosférica y una reducción dañaron las plantas. También eran de importancia los aspectos financieros de un movimiento al centro de ciudad.
El actual jardín botánico que se construyó para remediar la falta de espacio del antiguo jardín, cerca del jardín agrícola Kleistpark, fue creado entre 1897 y 1910, bajo la dirección de Adolf Engler, con el objetivo de estudiar las plantas de las colonias alemanas. A tal efecto se construyeron los enormes invernaderos que hasta el final de la década de 1950 requerían alrededor de 1500 toneladas de carbón anualmente para mantener una temperatura adecuada.

## Colecciones
- Invernaderos

El jardín dispone del invernadero más grande del mundo, el Große Tropenhaus, con 25 m de altura, 30 de anchura y 60 de longitud. Dentro, se mantiene una temperatura tropical con una humedad muy elevada, crecen los bambús gigantes (Dendrocalamus giganteus que alcanzan una altura de 25 metros.
En los otros invernaderos, se encuentran ejemplares raros de orquídeas, de Plantas carnívoras, una Welwitschia de unos 20 años de edad, de cactus y de nenúfares de la especie Victoria amazonica.
Desde mayo del 2006 se ha introducido una especie de conífera Wollemia nobilis actualmente con unos 2 metros de altura , albergada en la casa de Australia.
Las plantas están dispuestas en varios invernaderos con una superficie global de 6000 m²
- Arboretum

El jardín incluye también un Arboretum de 14 hectáreas.
- Colecciones de plantas sistemáticas.

Se exhiben en arriates distribuidos por zonas geográficas que cubren 13 hectáreas.

## Equipamientos
- El jardín botánico forma parte del Universidad Libre de Berlín.
- Museo botánico
- Herbario, una gran colección de especímenes de plantas desecadas procedentes de todo el mundo el Herbarium Berolinense.
- Biblioteca especializada en plantas.
- Invernadero, el enorme invernadero necesitaba una reparación, debido a los vitrales en mal estado y su estructura oxidada. En diciembre de 2005, el senado de la ciudad, según información de la prensa, asignó una suma de 16 millones de euros para la reparación de las estructuras.
- El Jardín Botánico de Berlín publica el boletín Englera (ISSN 0170-4818), que gracias a su nombre, recuerda la memoria de Adolf Engler.

## Museo
En 1879 el herbario en el jardín botánico viejo consiguió su propio edificio y ahora tenía la posibilidad para presentar los artículos de sus colectores al público. Un año más tarde fue introducida una exposición. El objetivo de la exposición era el de instruir a los visitantes que no eran expertos en este asunto. Este fue el primer objetivo del museo botánico

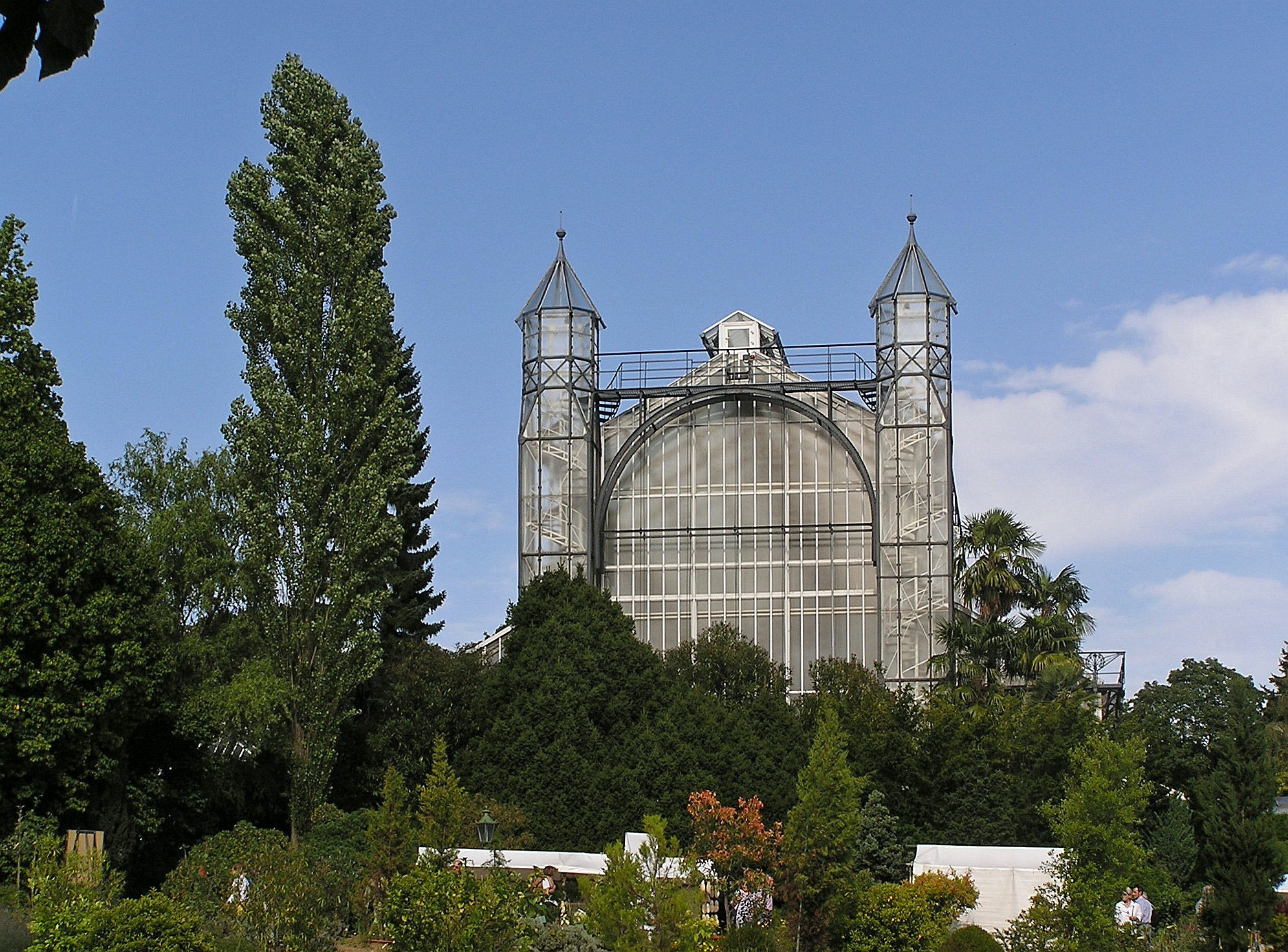
El invernadero subtropical en el Berlín Botanischer Garten.

Después de su relocalización en 1907 en Dahlem el museo ganó un espacio considerablemente más grande con una exposición en tres pisos. Estos fueron utilizados para ampliar exposiciones sobre geobotánica y paleobotánica. Después de la destrucción de los edificios y de muchos objetos expuestos la reconstrucción comenzó en 1957. En este tiempo el museo tenía una superficie de solamente un piso. Después de la relocalización del herbario y de la biblioteca a la nueva ala este, el museo pudo ser ampliado.
El 11 de marzo de 1991 la segunda planta fue introducida. Entre el 2004 y el 2005 la primera planta fue vuelta a rediseñar y reajustada. Ahora el museo se ve como una prolongación del jardín y presenta los temas botánicos que no pueden observarse en el jardín. A éstos pertenecen el progreso histórico, el progreso efectuado dentro del año, las estructuras internas de las plantas, las microestructuras agrandadas, la difusión de las especies, los productos vegetales y el uso de las plantas.

## Cementerio
Entrando por el acceso de "Königin-Luise-Platz" allí nos encontramos un pequeño cementerio a la izquierda del complejo de los invernaderos. En primer lugar Friedrich Althoff quien murió en 1908 tiene su tumba aquí. Althoff profesor tutor de la universidad que promovió el desarrollo de la localización de la universidad de Dahlem de una manera autoritaria y que fue enterrado en el jardín botánico conforme a su propia petición. La tumba de Althoff fue creada en 1911 por Hans Krückeberg. Tiene la apariencia de un sarcófago clásico con una base de una figura femenina dolorosa en mármol. Esta figura simboliza la ciencia de luto.
En segundo lugar, también se encuentra la tumba del gran explorador en África y curador del jardín botánico Georg Schweinfurth. Él murió en 1925.
La tercera tumba pertenece a Adolf Engler fallecido en 1930 y su esposa Marie fallecido en 1943. Engler fue el primer director del nuevo jardín botánico; su influencia en su construcción y estructura todavía continúa hoy.

## Bunker
En 1943, fue comenzada la construcción de un edificio a una profundidad de unos 10 m debajo del "Fichtenberg". Solamente a través de dos entradas que venían del patio del jardín botánico, era posible el acceso a este búnker. Fue construido para la sede principal de la economía y de la administración de los SS, que tenía su localización a unos 500 m en "Unter den Eichen" 126-135. El búnker fue utilizado para la colocación del inventario de los archivos y el personal durante las alarmas. Pues había solamente algunos cuartos y los túneles realmente largos fueron hechos con diversos procedimientos de construcción, la construcción del búnker es inusual. En el extremo de un túnel que fue creado con una pantalla protectora, actualmente todavía se puede encontrar el equipo restante que fue dejado después del término de los trabajos en 1944. Después de la Segunda Guerra Mundial, fueron hechas saltar las entradas al búnker. Pero mientras tanto, algunos pasillos también se vinieron abajo. Hoy, el resto de la construcción sirve como cuarteles de invierno para los murciélagos.

## Galería de fotos

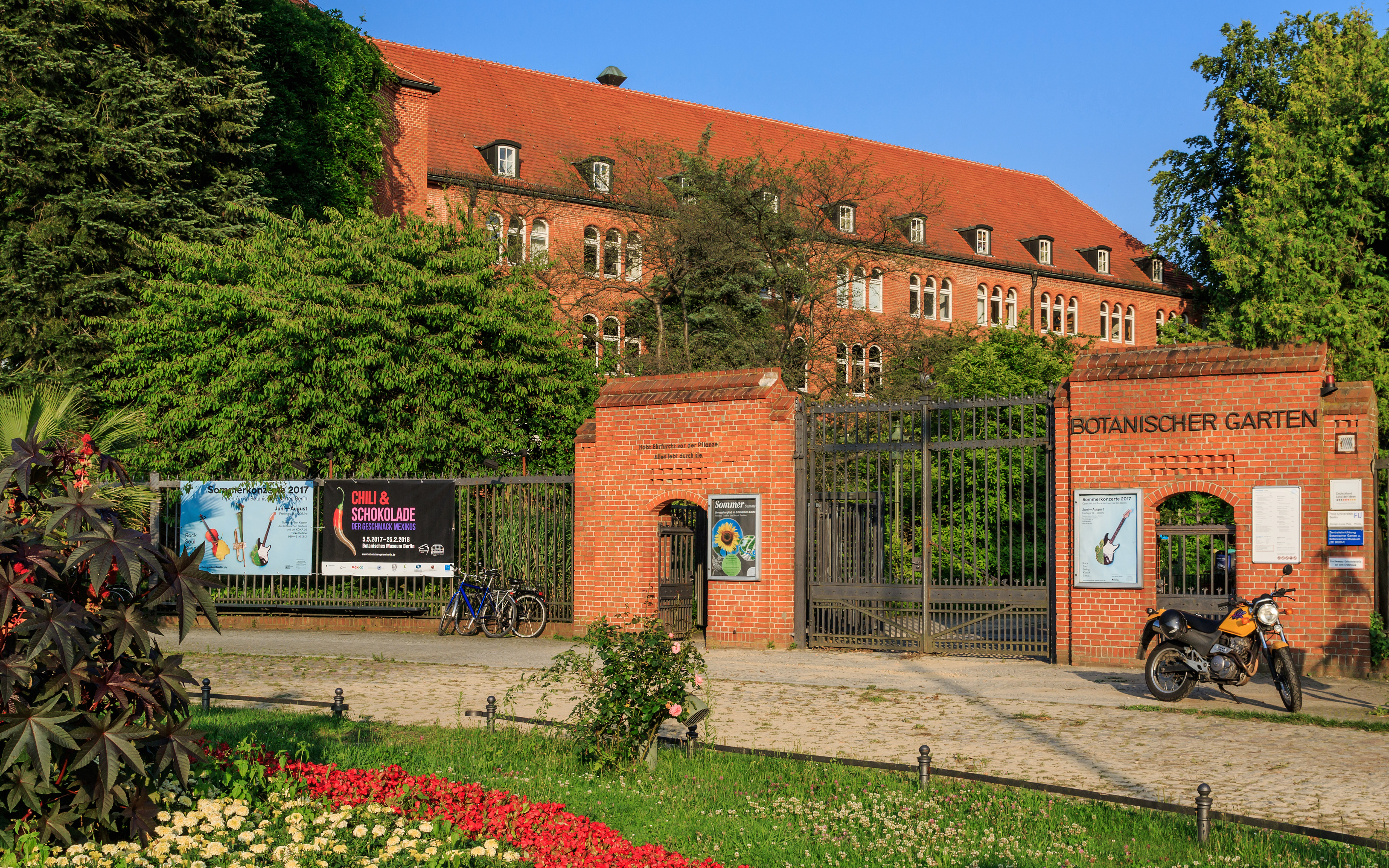
La entrada norte al jardín botánico
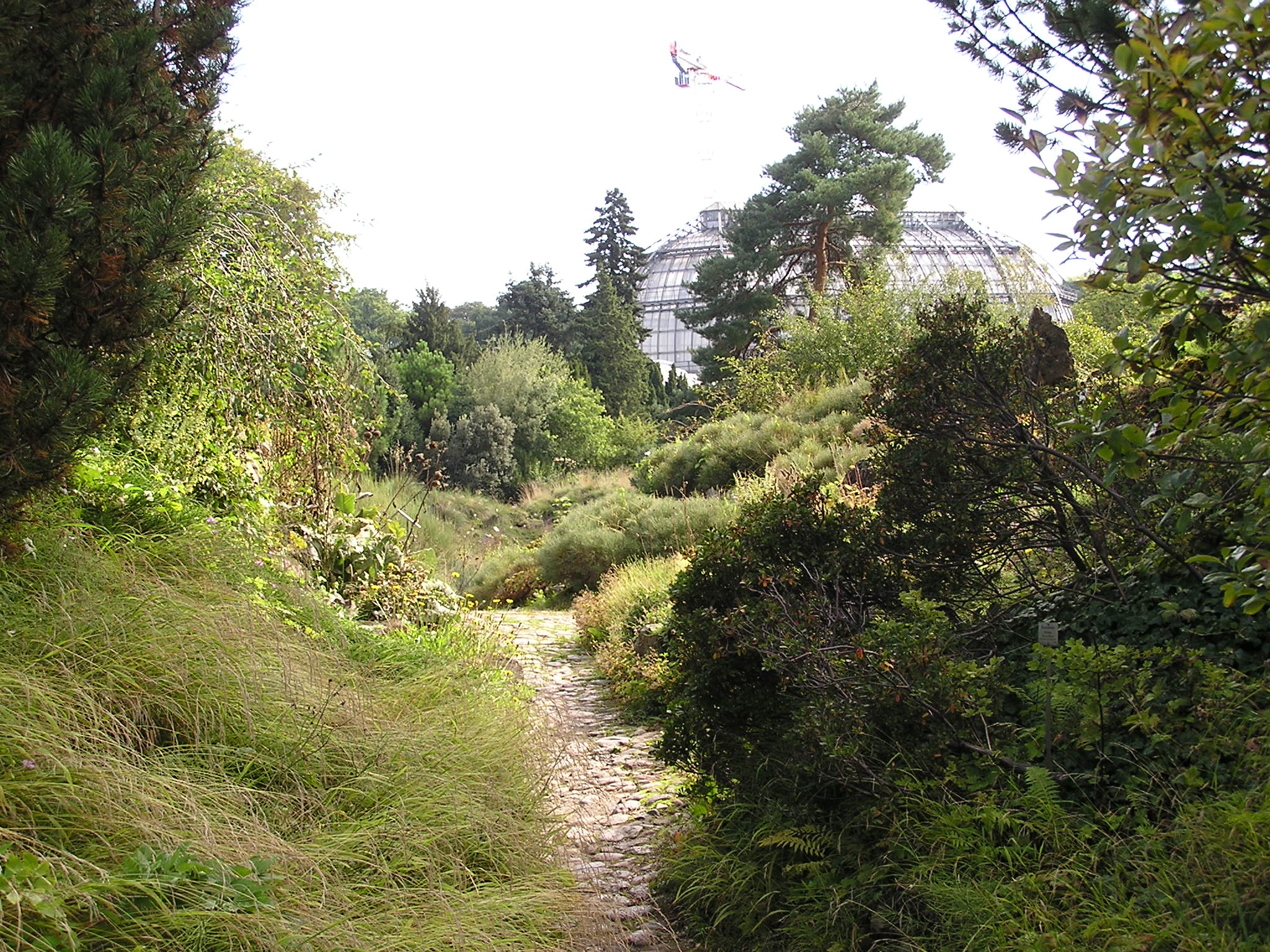
Alpinum del Berlín Botanischer Garten
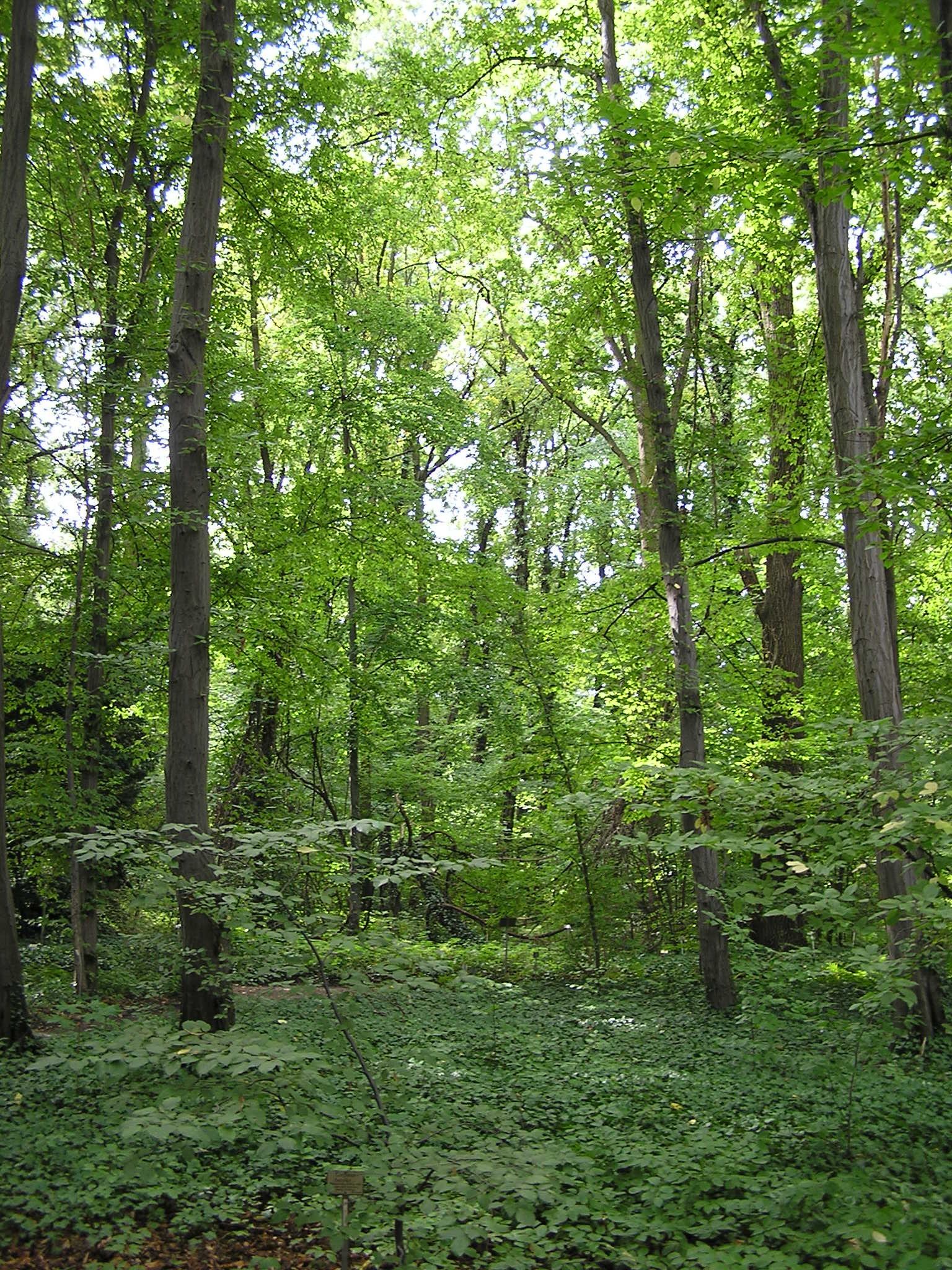
Zona boscosa.
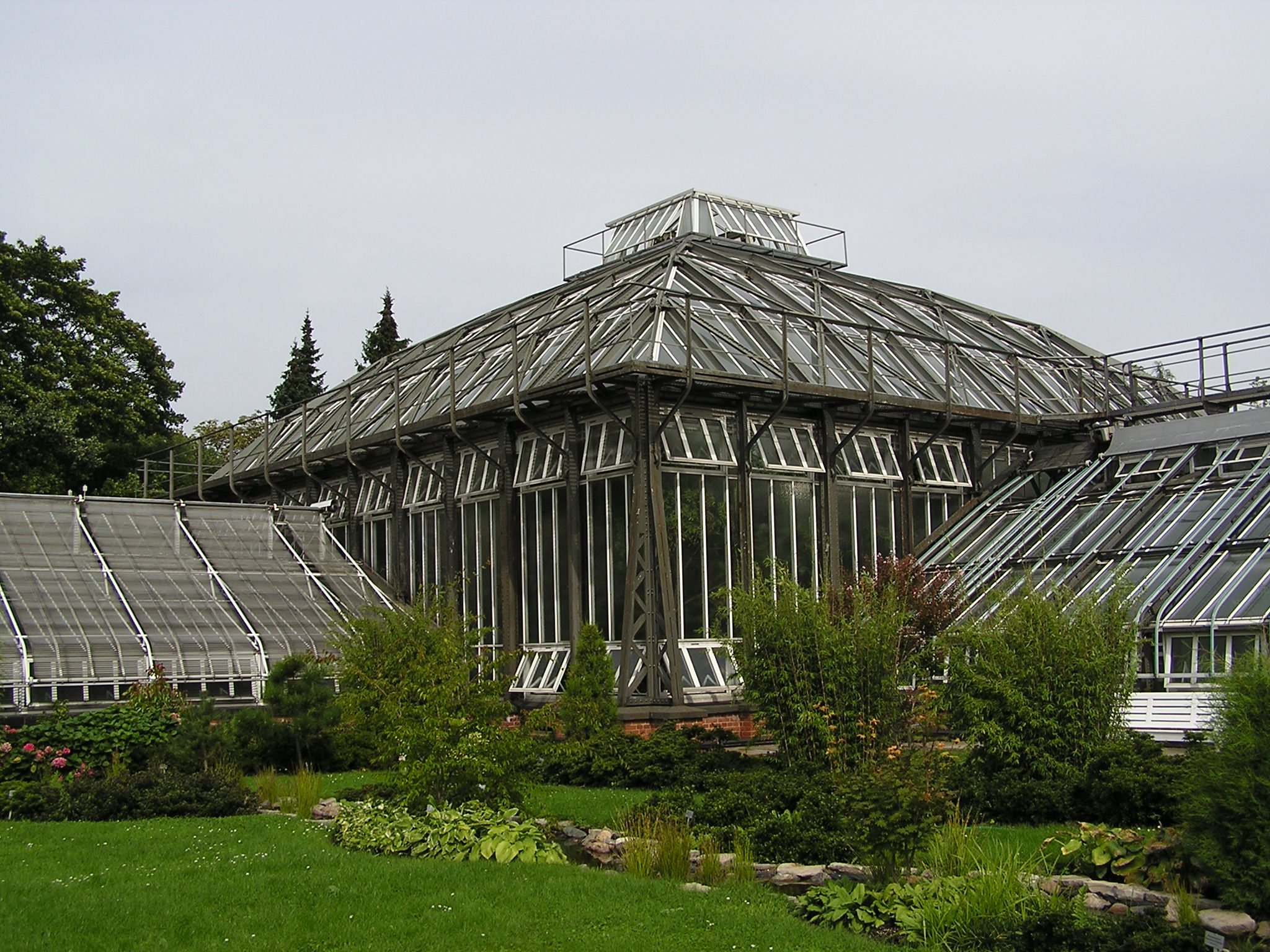
Invernadero
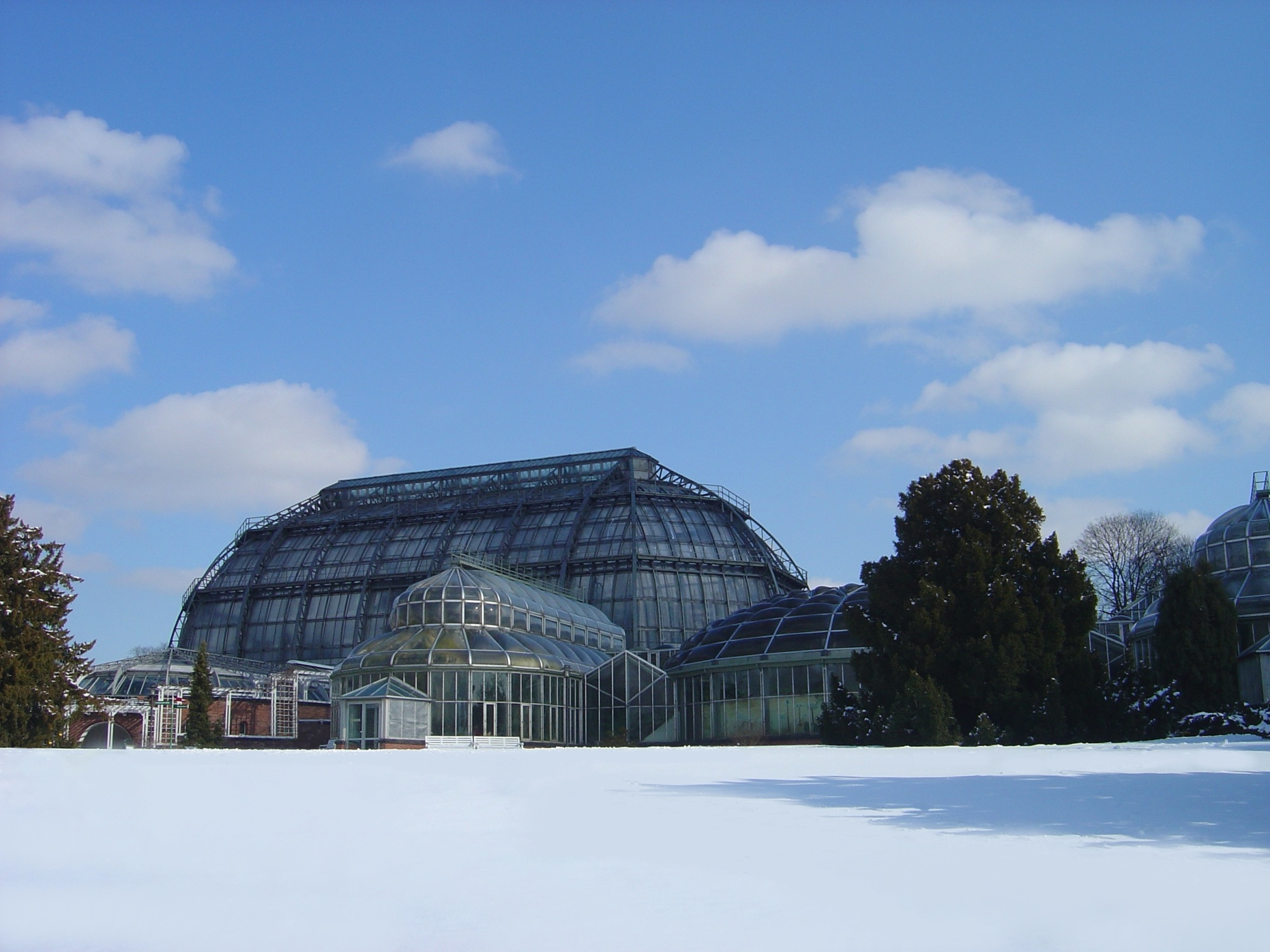
El gran invernadero (Das große Gewächshaus)